# 238 TCN
238 TCN là một năm trong lịch La Mã. 